# Finlands presidents tjänste- och representationsfartyg

Finlands presidents flagga

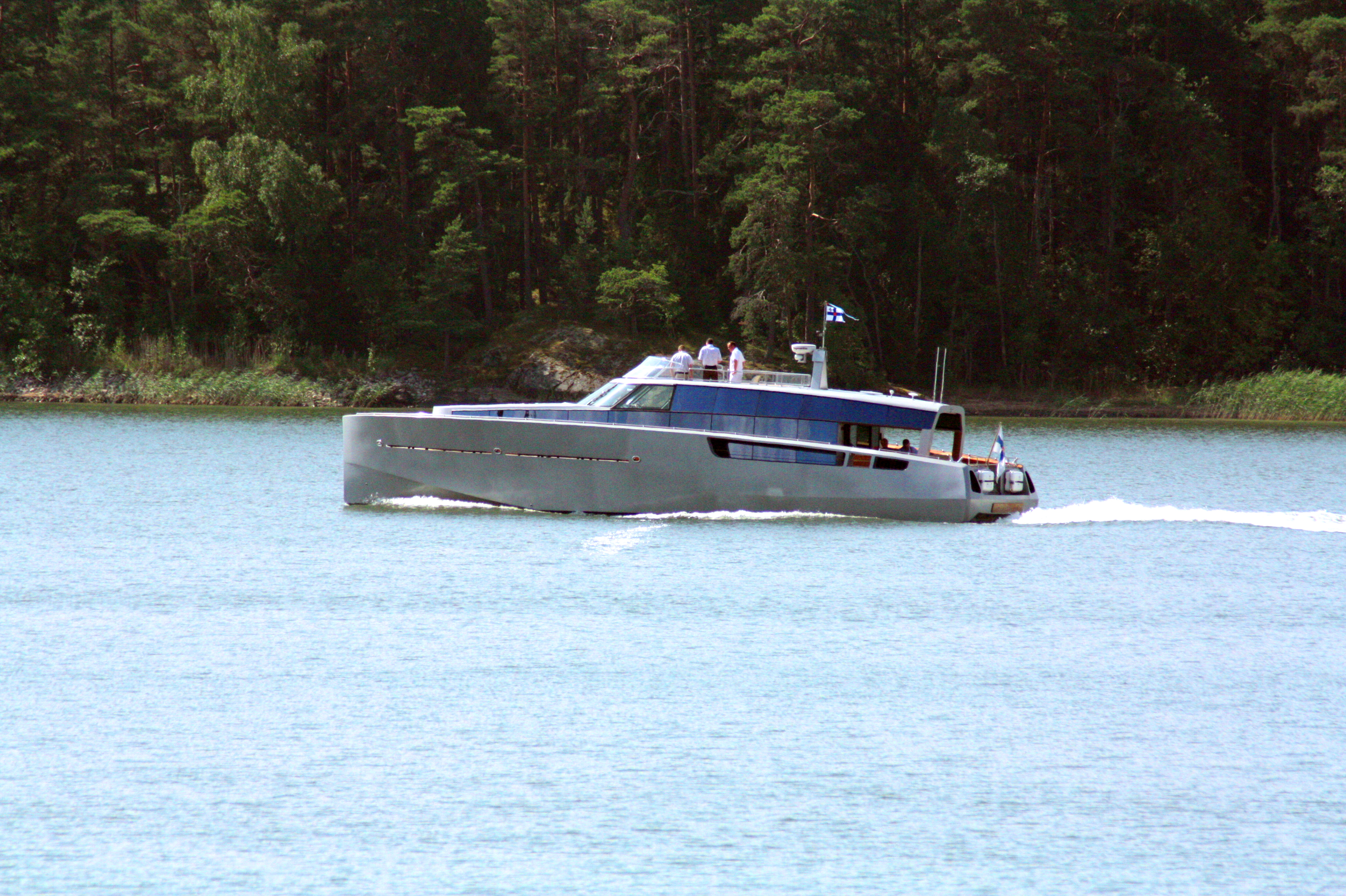
Dn nuvarande presidentyachten Kultaranta VIII, som levererades 2008

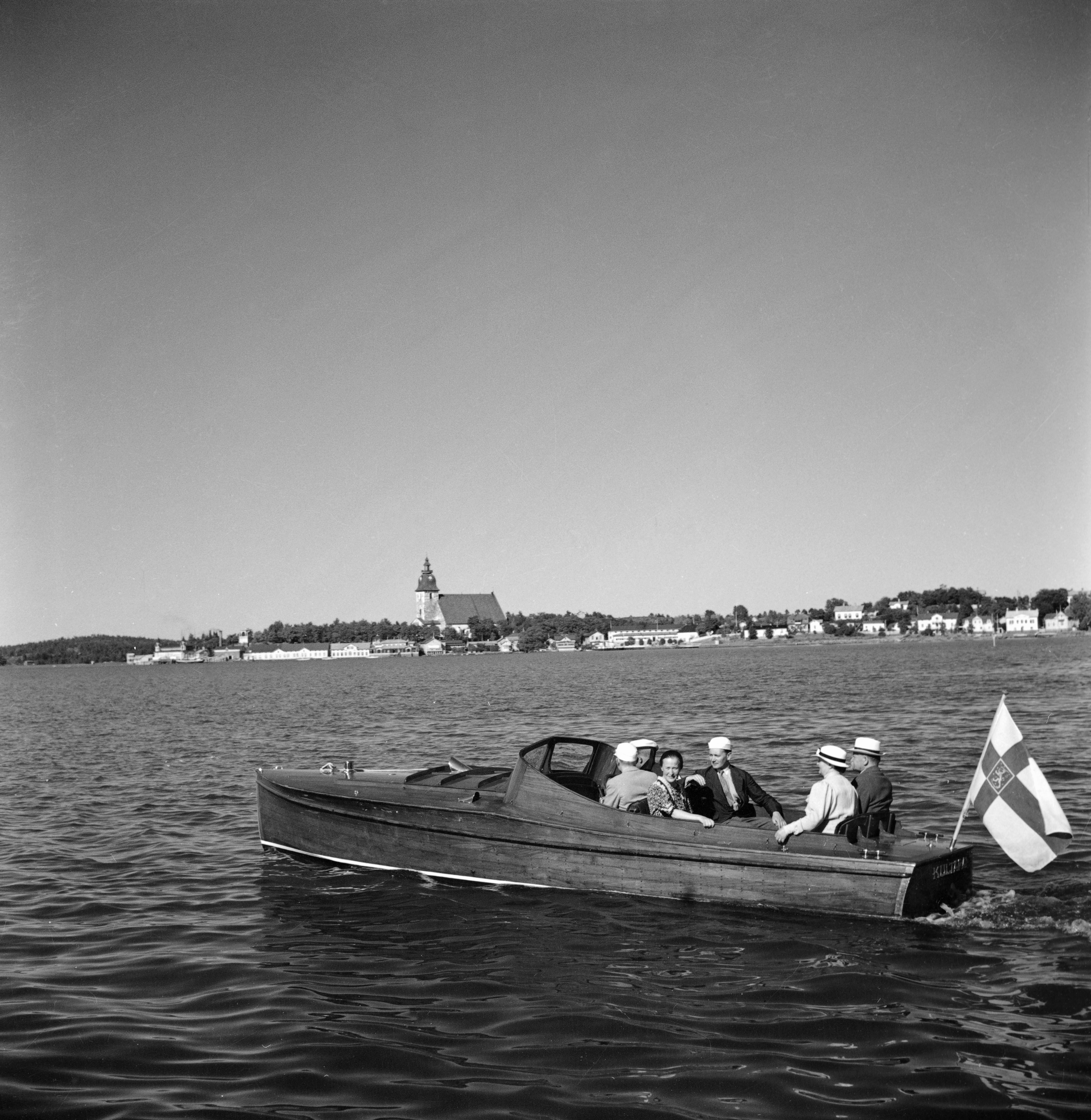
President Kyösti Kallio i Kultaranta utanför Nådendal, 1937

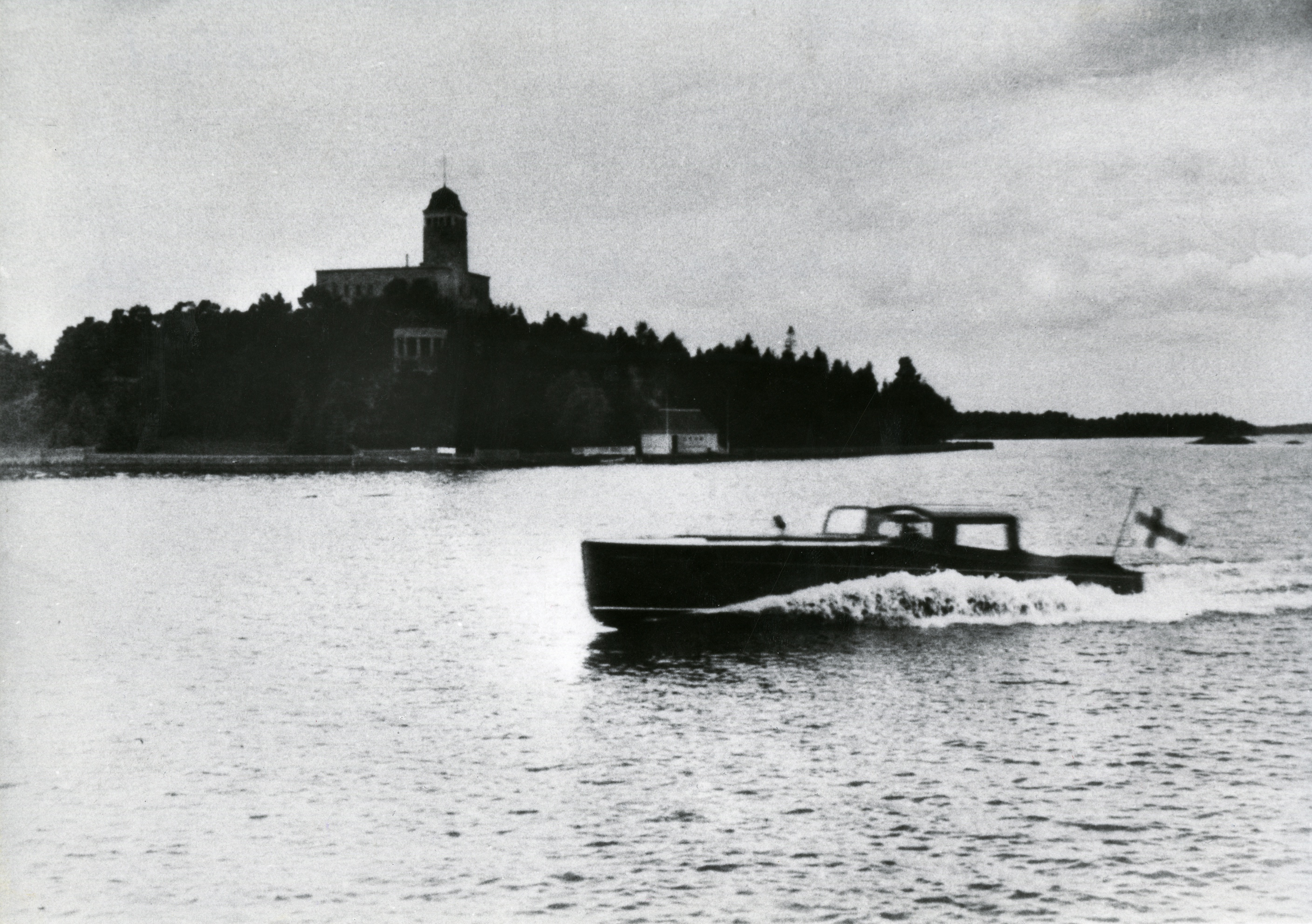
Kultaranta II utanför Gullranda

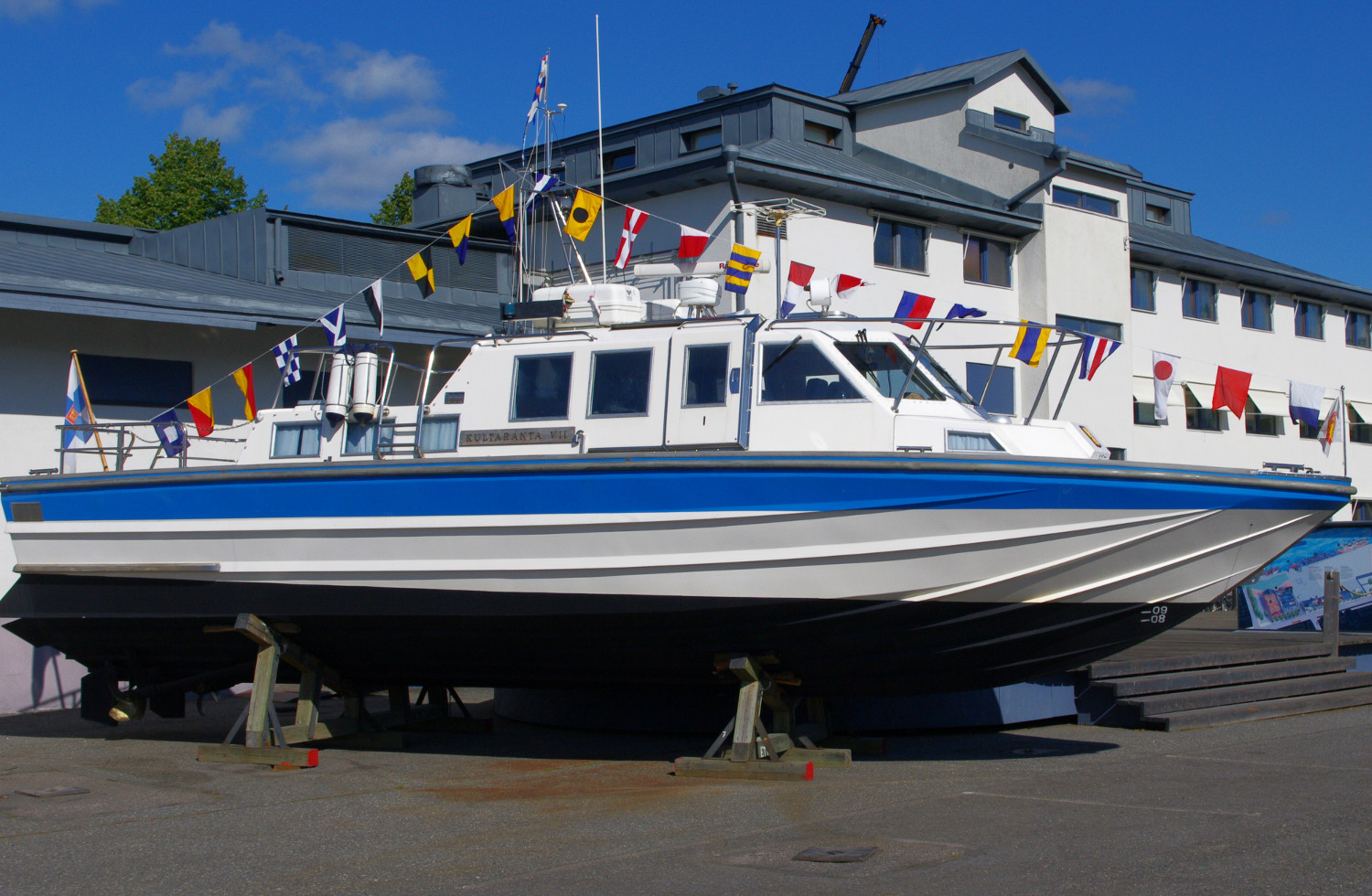
Kultaranta VII

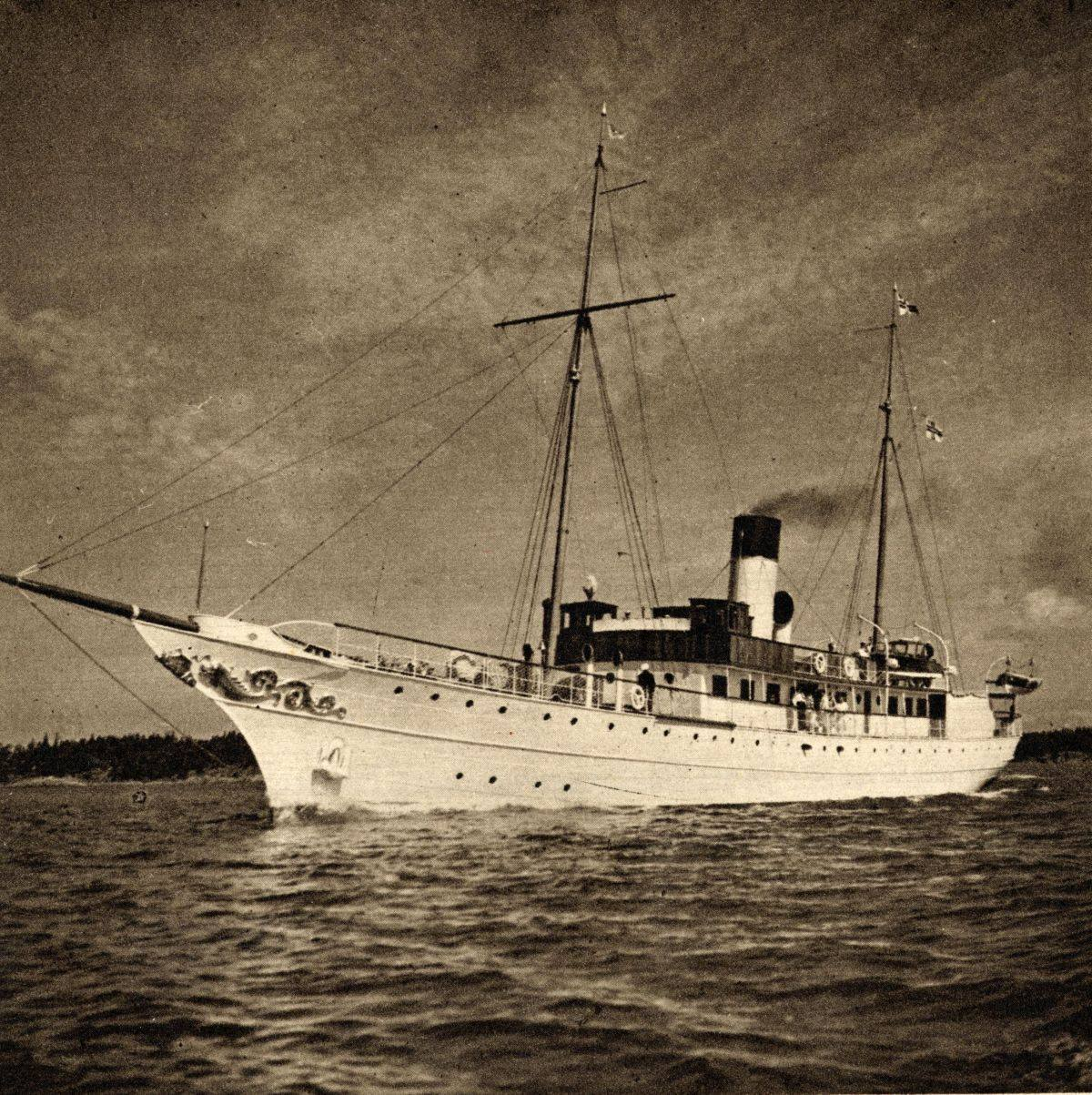
Yachten Seagull, senare Aura, 1930-talet

Finlands presidents tjänste- och representationsfartyg är en serie båtar och fartyg mellan 1922 och nutid. Flertalet har haft namnet "Kultaranta" (svenska: "Gullranda") efter det palatsliknande lantstället Gullranda (på finska "Kultaranta") utanför Nådendal, som industrimannen Alfred Kordelin donerat till Åbo finska universitetsförening genom testamente 1917 och som staten köpt 1922 som sommarresidens för Finlands president. Fram till 1934 fanns det inte någon broförbindelse mellan fastlandet och ön Luonnonmaa, där Gullranda ligger, varför förbindelsen med Nådendal normalt ombesörjdes med egen båt.

## Båtar och yachter
- Kultaranta var en öppen, sju meter lång passbåt, som byggdes 1921 på Ab Andrée & Rosenqvist Oy i Åbo[1] Det kan ha funnits en tidigare motorbåt på Gullranda, som också haft namnet Kultaranta. År 1915 byggdes en motorbåt på Valkosaari i Helsingfors, som förmodligen först fick namnet Kultaranta.[1] Den övertogs av republikens president och ingick förmodligen i den ursprungliga donationen av fastigheten.[2]
- Kultaranta II byggdes 1929 som en täckt båt för president Lauri Kristian Relander. Kultaranta II byggdes på Wilenius båtvarv i Borgå i mahogny efter ritningar av Gösta Kyntzell. Hon var nio meter lång och hade plats för en tvåmansbesättning och tio passagerare.[3] Hon finns idag på Maritimcentret Vellamo i Kotka.
- Aura var ett större representationsfartýg, som donerades till staten 1936 av redaren Hans von Rettig. Det var ursprungligen ett svenskt passagerarångfartyg, som efter att ha blivit för litet för linjetrafik mellan Finland och Sverige hade inköpts av Hans von Rettig och byggts om till lustjakt och döpts om till Seagull. Han donerade henne 1936 som statligt representationsfartyg, varvid fartyget döptes om till Aura. Hon övertogs vid krigsutbrottet i slutet av 1939 av Finlands marin och användes som eskortfartyg, men redan i januari 1940 totalförliste Aura (då Aura II) i Östersjön efter en olycka med en sjunkbomb, som exploderat vid utkastningen från fartyget.
- Kultaranta III byggdes 1960 och skänktes av Uolevi Raade på Neste Oy till staten under Urho Kekkonens presidentperiod. Den var som sina föregångare en träbåt. Den tillverkades av Vator Oy:s båtvarv i Jollas i Helsingfors. Denna båt förstördes i en brand 1972.
- Kultaranta IV byggdes av Finmars fabrik i Pemar i glasfiberarmerad plast 1971. Den var baserad på modellen Finmar Admiral. Den donerades av Neste Oy och förstördes i samma brand som sin närmaste föregångare.
- Kultaranta V  levererades 1973 och var också baserad på samma modell Finmar Admiral.
- Kultaranta VI användes 1974–1983 och var baserad på Finmars mindre modell Commodore. Den användes av Urho Kekkonen på både officiella och fiskeresor.
- Kultaranta VII byggdes 1983 för Mauno Koivisto. Tidigare båtar ansågs inte längre säkra nog för att användas av republikens president. Hon var i bruk 1983–2015 och hade en besättning på två personer ur Finlands marin och tog tolv passagerare. Kultaranta VII var byggd av Uudenkaupungin Työvene. Kultaranta VII användes som presidentbår endast sommartid. Den användes i övrigt som ambulansbåt och sjöräddningsbåt. Hon finns idag på Forum Marinum i Åbo.[4]
- Kultaranta VIII byggdes 2008 i aluminium av Uudenkaupungin Työvene och användes först av president Tarja Halonen.